# Familia Năsturel-Herescu
Familia Herescu, sau Năsturel (Năsturel-Herescu), este una dintre cele mai vechi și mari familii românești. Rolul lor este însemnat în istoria țării. Vechea moșie a familiei era Herești de unde au luat numele de Herescu.

## Începuturile Familiei Năsturel-Herescu

Stema Familiei Năsturel-Herescu

Primul membru al acestei familii est Henrihi Năsturel, care a fost făcut grof de Ludovic I, regele Ungariei în 1370. Descendenții săi au rămas în Ungaria ca grofi. În 1518 Udriștea, fiul lui Grav Ilie Năsturel, și strănepotul lui Henrihi migrează în Țara Românească, acolo unde cumpără moșia Herăștii, de acolo se numesc familia Năsturel-Herescu.

## Membri importanți ai familiei
Udriște Năsturel, primul deținător al moșiei Herăști din Familia Năsturel
Udriște Năsturel (1596-1659), traducător, cărturar și autor de versuri
Elina Năsturel Herescu (1598-1653), soția lui Matei Basarab
Constantin Năsturel-Herescu (1682-1752), mare ban
Constantin Năsturel-Herescu (1798-1879), general român, filantrop; din veniturile realizate din donațiile lui către Academia Română s-au creat premiile Năsturel-Herescu
Mikhail Kheraskov (1733-1807), membru îndepărtat al familiei Năsturel-Herescu; a fost considerat cel mai important poet rus de către Împărăteasa Ecaterina și de contemporanii ei